# Makasound
Makasound est un label discographique indépendant français de reggae roots, actif entre 2002 et 2011. Il est immédiatement remplacé par un autre label, Chapter Two, la même année.
Makasound est sans lien avec le label américain Makasound Records, fondé par Chrishan Dotson (Prince Chrishan) et Hitmaka’s (Christian Ward).

## Histoire
Makasound est fondé en mars 2002 par Romain Germa et Nicolas Maslowski. En patois jamaïcain, maka signifie « épineux, piquant ». C’est aussi un clin d'œil a Winston McAnuff, premier artiste et grand ami du duo de producteurs. Son ambition est initialement de mettre en lumière des albums et artistes des années 1960 et 1970 (principalement jamaïcains) injustement oubliés. De l’activité initiale de rééditions (25 albums), le label s'ouvre progressivement à la production. En parallèle, d’autres productions, en chanson française (R.Wan, chanteur du groupe Java, La Caravane passe, etc.) ainsi qu'en musique africaine (Victor Deme, Adama Yalomba, Takana Zion…) ou de fusion (Winston McAnuff and le Baz Baz Orchestra, Winston McAnuff and Fixi, Jaqee, Curumin, Natasja, Mato, Sig, Steve Newland, etc.) voient le jour a travers les sous labels Black Eye et Makafresh.
En novembre 2004, Makasound sort sa compilation Wanted qui « rassemble une compilation de seize singles jamaïcains parus entre 1973 et 1983 »,. À la fin 2004, le label crée son sous-label Inna de Yard, dont l'idée est de produire en acoustique des artistes ré-interprétant leur répertoire dans l'intimité de leur yard (arrière-cour), en complicité avec le guitariste et chanteur Earl Chinna Smith. En 2008 sort la suite de la compilation Inna De Yard d'Earl Chinna Smith, intitulée Vol. 2.
Makasound arrete ses activités en février 2011, pour cause de faillite et mise en liquidation,. Les fondateurs decident immediatement de créer un nouveau label dès avril 2011, Chapter Two, au sein du label Wagram Music officialisant la création lors d'une soirée le 28 septembre à La Flèche d'or à Paris.

## Groupes et artistes

### Makafresh
Takana Zion, Doniki, Il est 5h, Kingston s'éveille (avec Pierpoljak, Jahyem, Princess Erika, Manu de Baobab...), FC Apatride UTD, Niominka bi, Omar Perry, Natasja, Linval Thompson, Clive Hunt, Kiddus I, Tu Shung Peng, Alpha Wess.

### Inna de Yard
Earl « Chinna » Smith, Kiddus I, Linval Thompson, The Mighty Diamonds, The Viceroys, Cedric « Congo » Myton, Ras Michael Junior, Junior Murvin, Matthew McAnuff.

### Black Eye
Winston McAnuff, Sig, Adama Yalomba, Java, R-Wan : Radio Cortex, Steve Newland.

### Makasound
De 2002 à 2011 ils comprennent : The Meditations, Carl Harvey, Leroy Brown, Leroy Smart, Alton Ellis,  Hugh Mundell,  Delroy Williams, Merger, Mikey Ras Star, The Rastafarians, Black Roots, Knowledge,  The Mighty Three's, A Place Called Jamaica, The Slickers, Winston McAnuff, et Rub A Dub Soldiers.